# Willie Jones (Sänger)
Willie Jones (* 1936 in Detroit, Michigan, mit vollem Namen Willie Cornelius Jones) ist ein US-amerikanischer R&B-Sänger und Songwriter. Seine Stimme wird mit der von Clyde McPhatter (Dominoes, Drifters) verglichen.

## Leben und Werk
Bereits als Teenager sang Willie Jones in einem Chor, um 1950 herum dann in einer Gesangsgruppe namens „The Five Willows“. 1954 kam er zu den Royal Jokers, mit denen er u. a. ihren Hit You Tickle Me Baby (1955) aufnahm.
Nach dem Tod ihres Managers Al Green 1957 durchliefen die Royal Jokers eine schwierige Phase mit etlichen Personalwechseln. Auch Willie Jones verließ die Gruppe und begann eine Solokarriere. 1959 erschien seine erste Single Fast Choo Choo. Insgesamt veröffentlichte Jones vier Solo-Singles bei verschiedenen Labels, die alle nur regional erfolgreich waren. Sein bekanntestes Stück dürfte Where’s My Money von 1962 sein.
1963 kehrte Jones zu den Royal Jokers zurück, und sie nahmen ihren ersten Hit You Tickle Me Baby neu auf. 1966 war Love Game (From A To Z) ein Hit in Detroit, fand aber sonst wenig Beachtung. Abermals verließ Jones die Royal Jokers, um bei einer anderen Gruppe namens „The 21st“ einzusteigen.
1996 trat Willie Jones noch einmal mit den verbliebenen Royal Jokers auf. 2009 erschien bei Cat King Kole die Zusammenstellung The Royal Jokers Featuring Willie Jones: Complete Work.
2024 sang er ein Duett mit Beyoncé auf ihrem Album Cowboy Carter.

## Diskografie
Die Aufnahmen mit den Royal Jokers sind im entsprechenden Artikel aufgeführt.
- Fast Choo Choo / Something Happened To My Heart (Metro K20030) (1959)
- Mary / Somewhere (Bigtop 45-3050) (1960)
- Where’s My Money / Don’t Leave Me (Mr. Peacock MP 104) (1962)
- I Need Love / Coming Back To You (Storm 501) (1963)